# Vernier

Vernier (Posuvné měřítko, 50 dílků. Údaj = 3,58 mm)

Vernier [verňjé] neboli nonius je zařízení k jemnějšímu odečítání délek, resp. vzájemné polohy dvou stupnic.

## Popis
Vernier se skládá z pevné (základní) stupnice a jezdce. Na jezdci (pohyblivé části) je místo prosté rysky stupnice v délce 9 mm, rozdělená na 10 dílků (případně 19 mm na 20 dílků či 49 mm na 50 dílků). Každý dílek tak má délku 0,9 (případně 0,95 či 0,98) mm a „ntý“ dílek je oproti milimetrovému dělení posunut o n × 0,1 (případně 0,05 či 0,02) mm. Tento rozdíl také vyjadřuje, jaké délce základní stupnice odpovídá jeden dílek stupnice pohyblivé části a s jakou přesností lze tedy měřit. 

## Odečet měření
Základní údaj se odečte z pevné stupnice pomocí rysky 0 na jezdci. Pokud se tato ryska s ryskou základní stupnice přesně nekryje, stačí odečíst, kolikátá ryska na jezdci (vyjma rysky 0) se kryje s některou ryskou základní stupnice. Výsledku měření 3,58 mm na obrázku (vernier s 50 dílky) se lze tedy dobrat výpočtem 3 + 29 × 0,02. Jedná se v podstatě o rozdíl délek stupnic od nuly po kryjící se rysky, což je v případě příkladového obrázku 32 - 29 × 0,98 mm.

## Použití
Nejběžnější použití vernieru je na posuvném měřítku (na obrázku), používal se také k přesnějšímu odečítání polohy stolu (a obrobku) u obráběcích strojů a k odečítání úhlů u geodetických a astronomických přístrojů. Dnes se většinou nahrazuje magnetickou stupnicí a digitální indikací displejem.

## Název
Název „vernier“ [verňjé] podle francouzského matematika Pierra Verniera, který toto uspořádání roku 1631 vynalezl. Název „nonius“ je podle latinského jména Petrus Nonius portugalského vynálezce Pedra Nunese, který roku 1542 vynalezl podobné zařízení pro měření úhlů.